# أندراسيوناوية
الأندراسيوناوية (الاسم العلمي: Peucedaneae) هي قبيلة من النباتات تتبع فصيلة الخيمية من الرتبة الخيميات.

## أجناس الأندراسيوناوية
- الأندراسيون
- الجاوشير